# Brahmapuri (Rautahat)
Brahmapuri (nepalski: ब्रह्मपुरी) – gaun wikas samiti w środkowej części Nepalu  w strefie Narajani w dystrykcie Rautahat. Według nepalskiego spisu powszechnego z 2001 roku liczył on 966 gospodarstw domowych i 4014 mieszkańców (1901 kobiet i 2113 mężczyzn).